# Walid Khalid Afat
Walid Khalid Afat (...) è un ex calciatore iracheno, di ruolo difensore.

## Carriera
Con la Nazionale irachena ha partecipato ai Coppa d'Asia 1996.